# Kollector
Kollector es un personaje ficticio del universo de Mortal Kombat. Su primera aparición fue en Mortal Kombat 11, lanzado en 2019, como un villano secundario.

## Biografía ficticia
Kollector pertenece a la raza Naknada, una raza que habita en el Mundo Exterior, los cuales son bastante altos, poseen un color de piel azul verdoso, ojos rojos brillantes y seis brazos.
Kollector es un cleptomano, colecciona todo tipo de objetos valiosos y los almacena en un bolso místico que lleva consigo en su espalda. Utiliza dos de sus brazos como cualquier persona, otros dos para tomar objetos del bolso y los últimos dos (que son más pequeños), para sostener el bolso. Como la raza de los Naknada fueron esclavizados por Shao Kahn, Kollector fue criado por Shao Kahn y fue el recolector de tributo durante su gobierno, fue un leal sirviente, así que cuando Shao Kahn fue sucedido por Kotal Kahn, Kollector dimitió de su cargo y se convirtió en un criminal buscado. En algún punto de la historia, el hermano de Kollector fue asesinado por Erron Black.
En Mortal Kombat 11, Kollector aparece por primera vez llevado como prisionero ante Kotal Kahn en su Coliseo, para ser ejecutado, pero justo antes de que Kotal Kahn lo ejecute, ocurre la llegada de las versiones del pasado de Raiden, Liu Kang, Kitana, Kung Lao, Jade, Scorpion, Skarlet, Erron Black, Baraka, Kano y Shao Kahn en el Coliseo de Kotal Kahn, y Kollector aprovecha la confusión para escapar, asesina a uno de los guardias, toma la llaves y se libera de los grilletes. Como Shao Kahn está de vuelta, y además desafía a Kotal Kahn por el trono, Kollector vuelve a convertirse en su sirviente.
Cuando Jade y Kotal Kahn irrumpen en el campamento Tarkatano donde se encuentra Shao Kahn, para matarlo, Kollector se enfrenta a Jade para tratar de detenerla, pero es vencido por ella, sin embargo, Jade también derrota a Kotal Kahn cuando trató de ejecutar a los Tarkatanos del campamento, así que Shao Kahn lo toma como prisionero.
Shao Kahn lleva a Kotal Kahn al coliseo para ejecutarlo, Kollector lo acompaña, así que cuando Kitana y los ejércitos del Mundo Exterior irrumpen en la ejecución para rescatar a Kotal Kahn, Kollector se enfrenta a Kitana y es derrotado por ella, y probablemente tomado como prisionero luego de que Kitana asesinara a Shao Kahn.

## Apariciones en los juegos

### Mortal Kombat 11
Interpretado por Andrew Morgado en su idioma original y por Edson Matus en español latino.

#### Movimientos especiales
- Maza demoniaca: Kollector lanza su maza con cadena al oponente para embestirlo y la maza regresa a Kollector.
- Furia del shotel: Kollector lanza una ráfaga de ataques con cuchillas.
- Boleadoras malditas: Kollector lanza boleadoras místicas que atan a su oponente y luego lo derriban con magia.
- Absorbción de reliquia: Kollector utiliza su farol místico para absorber proyectiles.
- Maza demoniaca ascendente: Kollector arroja su maza con cadena en un ángulo ascendente.
- Atracción de reliquia: Kollector atrae a su oponente utilizando una reliquia mística y lo hace explotar.
- Agarre demoniaco: Kollector toma a su oponente con dos de sus brazos y usa otros dos para acuchillarlo repetidas veces.
- Lanzamiento de chakram: Kollector lanza un chakra a su oponente.
- Bola explosiva: Kollector lanza un proyectil parabólico.
- Vial de pena: Kollector arroja un vial que enciende llamas durante un momento.
- Cometa demoniaco: Kollector puede lanzar Bola explosiva y Vial de pena desde el aire.
- Evanescencia: Kollector se teletransporta detrás del oponente.

#### Fatal Blow
- Pequeña donación: Kollector golpea a su oponente con su maza con cadena en el torso, luego lo golpea con su farol místico en el rostro, lo que lo hace voltearse. Cuando el oponente está de espaldas hacia Kollector, este lo apuñala repetidas veces con cuatro de sus brazos utilizando cuchillas. Para finalizar, clava una cuchilla en la cabeza de su oponente y con su otro brazo corta su garganta.

#### Final
Kronika hizo grandes promesas. Nada comparado con el sufrimiento de mi gente. Nosotros construimos el Koliseo, el palacio... Éramos esclavos. O servíamos o moríamos. Cada moneda del tributo a Shao Kahn era deuda del Mundo Exterior con mi gente. No es que mis hermanos naknadanos haya unido fuerzas para ayudarme. No, todos los tesoros que gané, los obtuve sin ayuda. Yo no espero limosnas, tomo lo que deseo. Es por eso que hoy soy un Kahn. Infierno. Tierra. Reino del Orden. Reino del Caos. Los quiero todos. Y los tomaré por derecho... De Mortal Kombat.